# Товар
Това́р — любая вещь, которая участвует в свободном обмене на другие вещи; продукт, произведённый для продажи.
Объекты, не участвующие в обмене (например, изготовленные для личного потребления их производителем), в экономическом смысле товарами не являются.

## Этимология
В славянской группе языков слово «товар» заимствовано из тюркских языков, где, в частности, у огузов, оно означало «имущество, скот». Этимологический словарь русского языка Фасмера указывает, что и в современных татарском, башкирском, казахском и ряде других языков «tawar» («тауар») имеет значение «товар», а на уйгурском, tavar (тавар) обозначает имущество или скот.

## Товар как экономическая категория
Адам Смит в анализе процесса обмена указывал на наличие в любом товаре одновременно двух различных категорий:
1. потребительной стоимости — ценности, полезности для потребителя
2. <меновой> стоимости — чего-то, что позволяет обменивать разные товары, в определённых пропорциях друг к другу, и при этом каждая из сторон считает такой обмен справедливым.

Марксизм также рассматривает товар как единство потребительной и меновой стоимости. Товар здесь:
1. «внешний предмет, вещь, которая, благодаря её свойствам, удовлетворяет какие-либо человеческие потребности»[6]
2. вещь, обмениваемая на другую вещь, то есть, как продукт труда, произведённый для продажи[7]. В этом ракурсе Карл Маркс выделял два свойства товара:

- потребительную стоимость, как способность товара удовлетворять потребность в использовании его полезных свойств (и тем самым обеспечить спрос)
- стоимость, как воплощение общественно-необходимых для производства товара затрат рабочего времени

В нормальных, идеальных условиях товары продаются «по стоимости», то есть обмениваются на другой товар, производство которого связано с аналогичными затратами труда.
Марксистская политическая экономия строго разграничивает категории цены и стоимости товара:
- стоимость товара есть эквивалент общественно-необходимых затрат труда на его производство (или воспроизводство в новых условиях).
- цена товара есть денежное выражение стоимости.

При этом на реальном рынке цена как сумма, фактически уплачиваемая за товар, постоянно отклоняется от стоимости в силу разных причин.
В среднем, цена превышает производственные затраты. Это обеспечивает производителю возможность не только простого, но и расширенного воспроизводства.
Если цена, по которой товар может быть продан, не покрывает издержек производителя, включая амортизацию средств производства, рано или поздно такой производитель «проедает» свой капитал и перестаёт существовать как капиталист, как производитель в результате банкротства. Причиной этого может быть как невостребованность данного товара по предлагаемой цене, так и сознательная ценовая политика самого производителя либо его конкурентов (демпинг).
Монополия (ограниченность предложения товара) — важная, но не единственная причина завышения товарных цен. В этом же направлении действуют: ценовые сговоры и другие приёмы монополистического ценообразования, факторы национальной и международной конъюнктуры, воздействие рекламы, маркетинговые манипуляции (брендинг, спекуляция на чувстве страха за здоровье, на стремлении казаться представителями привилегированных классов) и т. п.

### Мнение австрийской экономической школы о товаре
У основателя австрийской экономической школы Карла Менгера учению о товаре посвящена 7 глава его «Оснований политической экономии». Менгер различает товар и экономическое благо. Определяя товар, как экономическое благо, предназначенное для продажи, и теряющее свойства товара при попадании к конечному потребителю, он впервые разграничивает эти два экономические понятия. Также он описывает различия понятия товар в обыденном и научном смысле. В обыденной речи товарами называют предметы, которые производитель или торговец готов обменять, причём это понятие ограничивается только вещами, с исключением из них денег. В научном изложении товаром называют любые блага, предназначенные для обмена, независимо от их материальности, способности к передвижению, их характера как продуктов труда, независимо от лиц, предлагающих их для продажи. Также приводится описание основных свойств товаров, как экономической категории — границы способности товаров к сбыту, степени способности к сбыту и способность товара к обращению. Под границами способности товара к сбыту понимается суммарный потребительский спрос. Так, согласно Менгеру, спрос на сочинение о языке индейцев Латинской Америки тупи не превысит 600 экземпляров при минимальной цене, в то время как граница способности к сбыту произведений Шекспира превышает сотни тысяч. Степень способности товара к сбыту важна для товаров, которые не имеют самостоятельного значения, а нужны лишь как составные части других. Менгер приводит пример пружин для механических часов и манометров. Какова бы ни была их цена, количество продаваемых пружин будет зависеть только от производства часов и манометров. В то же время золото и серебро практически не имеют пределов способности к сбыту.
Нет сомнения, что и в тысячу раз большее количество золота и в сто раз большее количество серебра, чем имеется теперь, всё ещё нашли бы на рынке покупателей. Правда, в таком случае эти металлы сильно упали бы в цене, и даже менее состоятельные люди стали бы употреблять их в виде посуды и домашней утвари, а бедные — в виде украшения, но всё же и при таком из ряда вон выходящем увеличении их количеств, они поступили бы на рынок не напрасно, но, по-прежнему, находили бы себе сбыт, тогда как такое же увеличение количества лучших научных произведений, прекраснейших оптических инструментов, даже таких необходимых товаров, как хлеб и мясо, вызвало бы невозможность продать эти товары. Отсюда видно, что для владельца золота и серебра очень легко всегда найти сбыт любому количеству своего товара, в крайнем случае с небольшой потерей в цене, тогда как в случае внезапного увеличения количества других товаров, потери в цене бывают гораздо большими, а некоторые из них при таких обстоятельствах и совсем не могут быть проданы.
Способность товара к обращению предполагает лёгкость его циркулирования. Некоторые товары имеют почти одинаковую способность к сбыту в руках любого человека. Крупица золота «найденная грязным семиградским цыганом в песках реки Араньош», обладает одинаковой способностью к сбыту, как и в руках владельца рудника. В то же время предметы одежды, постельное бельё и др. товары подобного рода из рук этого же человека потеряют способность к сбыту, даже если бы он ими и не пользовался, а приобрёл для перепродажи.

### Нетрадиционное определение
Сегодня товаром называют всё, что можно продать. Часть современных товаров невозможно отнести к предметам: электроэнергия, информация, квота на выбросы озоноразрушающих и парниковых газов, рабочая сила. Часть товаров никогда непосредственно не удовлетворяет человеческих потребностей и не используется в технологических процессах: ценные бумаги, деньги (особенно бумажные и электронные). Над частью товаров покупатели не получают полного права собственности: компьютерная программа, фонограмма, видеокассета. Есть товары, к появлению которых человек не имеет никакого отношения: можно купить себе кусочек Луны, Марса или дикого леса. Сегодня самостоятельным товаром может выступать любое право на что-либо. При изготовлении вещи сразу же возникают различные права на эту вещь. В начале развития товарного обмена сама вещь была носителем всех прав, которые передавались вместе с передачей вещи и отдельно не вычленялись. Возможно, первым отделилось право пользования в виде аренды. Организационное, юридическое, техническое развитие общества позволило разделить некогда единое право собственности на большое число отдельных прав и независимо друг от друга передавать их от одного лица к другому. Сегодня вещь часто передаётся как приложение к приобретённому праву (полной собственности, пользования, прослушивания).
Таким образом, товаром можно назвать передаваемое другому лицу право на что-либо, которое может сопровождаться передачей вещей.

### Юридические определения
- Согласно ГОСТ Р 51303-2013, товар — объект гражданских прав (работа, услуга), предназначенный для продажи, обмена или любого другого введения в оборот[13]. ГОСТ выделяет несколько товарных групп:
  - Продовольственные товары — продукты, употребляемые человеком в пищу, в том числе пищевые добавки и БАД.
  - Непродовольственные товары — продукция, не употребляемая в пищу.
  - Товары народного потребления — товары, предназначенные для продажи населению с целью использования, не связанного с предпринимательской деятельностью.
  - Товары производственного назначения — товары, предназначенные для продажи юридическим лицам и предпринимателям с целью их использования в хозяйственной деятельности.
  - Товары повседневного спроса — продовольственные и непродовольственные товары, регулярно используемые в личном, семейном потреблении.

- В Таможенном праве Российской Федерации — России товары перемещаемые через государственную или таможенную границу предметы, являющиеся объектами внешнеторговой купли-продажи или мены (бартера).
- Согласно Таможенному кодексу Таможенного союза, товар — любое движимое имущество, перемещаемое через таможенную границу, в том числе носители информации, валюта государств-членов таможенного союза, ценные бумаги и (или) валютные ценности, дорожные чеки, электрическая и иные виды энергии, а также иные перемещаемые вещи, приравненные к недвижимому имуществу.

## Качество
Качество товара — оценка потребителем соответствия товара назначению (обычному, общепринятому или назначению, указанному производителем). Включает в себя оценку объективных потребительских свойств (производительность, надёжность, ремонтопригодность) и субъективных (модность, престижность, лёгкость в эксплуатации). В современных условиях планирование качества является основой маркетинговой политики производителя.
Кроме качества для оценки товара используется показатель технического уровня продукции.